# مکر ابلیس
مکر ابلیس فیلمی به کارگردانی گرجی عبادیا، ابوالقاسم جنتی عطایی و نویسندگی ابوالقاسم جنتی عطایی ساختهٔ سال ۱۳۴۱ است.

## بازیگران
- هوشنگ سارنگ
- منصور والامقام
- حسین جهانگیری
- شبنم جهانگیری
- زبیده
- قاسم آقاسی